# Бруно Діллей
Бруно Діллей (нім. Bruno Dilley; 29 серпня 1913, Гумбіннен — 31 серпня 1968, Ройтлінген) — німецький льотчик-ас штурмової авіації, майор люфтваффе вермахту (1943), оберстлейтенант люфтваффе бундесверу (1 серпня 1956). Кавалер Лицарського хреста Залізного хреста з дубовим листям.

## Біографія
Освіту здобув у вищому поліцейському училищі в Потсдамі, звідки в 1935 році був переведений в люфтваффе. З серпня 1938 року — командир 3-ї ескадрильї 10-ї штурмової групи, з 1 листопада 1938 року — 3-ї ескадрильї 160-ї штурмової ескадри, дислокованої у Східній Пруссії. Учасник Польської кампанії, став одним із 3 перших льотчиків Люфтваффе, які здійснили бойовий виліт під час Другої світової війни. Всього під час кампанії здійснив 24 бойові вильоти. Учасник Норвезької і Французької кампаній. В грудні 1940 переведений на Сицилію, а в лютому 1941 року — в Північну Африку. Учасник Балканської кампанії. З травня 1941 року знову служив в Лівії. З 1 жовтня 1941 року — начальник 1-го училища штурмової авіації у Вертгаймі. З 16 жовтня 1941 року — командир 1-ї групи 2-ї штурмової ескадри. Учасник Німецько-радянської війни. 12 лютого 1942 року в районі Старої Русси літак Діллея був підбитий зенітками, але йому вдалося через 3 дні вийти до своїх. Протягом зими 1942/43 року ще тричі був збитий. З 1 вересня 1943 року — командир 101-ї штурмової ескадри. 16 жовтня 1943 року здійснив свій останній бойовий виліт і більше в боях не брав безпосередньої участі. Всього за час бойових дій здійснив приблизно 700 бойових вильотів. В 1956 вступив у ВПС ФРН і був призначений начальником авіашколи в Ландсберзі, а потім — командиром оборонного району в Ройтлінгені.

## Нагороди
- Нагрудний знак пілота
- Медаль «За вислугу років у Вермахті» 4-го класу (4 роки)
- Медаль «У пам'ять 1 жовтня 1938»
- Залізний хрест
  - 2-го класу (20 вересня 1939)
  - 1-го класу (5 травня 1940)
- Нарвікський щит (30 січня 1941)
- Почесний Кубок Люфтваффе (13 червня 1941)
- Авіаційна планка бомбардувальника в золоті з підвіскою «600»
  - в золоті (16 червня 1941)
- Срібна медаль «За військову доблесть» (Італія) (1941)
- Німецький хрест в золоті (19 грудня 1941)
- Лицарський хрест Залізного хреста з дубовим листям
  - лицарський хрест (8 червня 1942) — за 325 бойових вильотів, під час яких знищив 12 танків, 166 автомобілів, 12 гармат, 1 бронепоїзд і кілька складів із пальним та боєприпасами
  - дубове листя (№ 174; 8 січня 1943) — за 600 бойових вильотів і успішне командування групою; вручене особисто Адольфом Гітлером.
- Медаль «За зимову кампанію на Сході 1941/42» (1942)
- Дем'янський щит (1943)
- Нагрудний знак пілота (Італія)
- Медаль «За італо-німецьку кампанію в Африці» (Королівство Італія)
- Нагрудний знак «За поранення» в чорному